# Таня Вотсон
Таня Вотсон (24 грудня 2001) — ірландська стрибунка у воду.
Учасниця Олімпійських Ігор 2020 року, де в стрибках з 10-метрової вишки посіла 15-те місце.